# بیماری تی-سکس
بیماری تِی-سَکس (انگلیسی: Tay–Sachs disease) که با عنوانی همچون گانگلیوزیدوز GM2 و کمبود هگزوآمینیداز A نیز شناخته می‌شود و در ایران به‌اصطلاح به صورت «تای ساکس» نوشته و خوانده می‌شود، نوعی بیماری ذخیره‌ای است. لبه گانگلیوزید مولکولی می‌باشد که از ترکیب دو جزء گلیکواسفنگولیپید با یک یا تعداد بیشتری سیالیک اسید مانند ان-استیل نورامینیک اسید ایجاد می‌شود.

## علائم بالینی
- زمان تولد و دوره نوزادی: طبیعی.
- دوره شیرخوارگی: تظاهر بیماری بالینی می‌تواند بین زمان تولد و ۱۰ ماهگی باشد، اما معمولاً شیرخواران تا حدود ۶ ماهگی سالم و هشیار بنظر می‌رسند. زودرس‌ترین تظاهر بیماری تشدید پاسخ بیمار نسبت به صدا می‌باشد که در آن بدنبال شنیدن صدا، دست‌ها و پاهای بیمار از هم باز می‌شوند. این علامت تا یک ماهگی آشکار می‌شود، اما معمولاً مورد توجه قرار نمی‌گیرد. این علامت در برخی از شیرخواران طبیعی نیز دیده می‌شود و تا ۴ ماهگی ناپدید می‌گردد، اما در کودک مبتلا با گذشت زمان تشدید شده و حتی با محرک صوتی بسیار آرام هم تولید می‌شود و ممکن است با کلونوس همراه شود. ضعف حرکتی، خواب آلودگی یا هشیاری کم تا ۸ ماهگی در بیمار بروز می‌کنند و سپس از دست دادن توانایی نشستن یا کنترل سر، کاهش پیشرونده تونوس عضلانی، نیستاگموس یا نگاه خیره و ثابت و لکه قرمز آلبالویی در ماکولا رخ می‌دهند. بعلت دژنره شدن پیشرونده مغز و ماکولا، شیرخوار تا ۱۲ تا ۱۸ ماهگی کور، سفت و دسربره شده و در اثر اشکال در بلع بایستی با لوله بینی- معدی تغذیه شود. اندام‌ها ممکن است شل و در وضعیت پای قورباقه‌ای قرار گیرند، اما معمولاً افزایش تونوس عضله و رفلکس‌های تاندونی، بابنسکی مثبت و اپی ستوتونوس دیده می‌شود. بعد از یکسالگی تشنج در بیمار شایع است. علاوه بر این، ظاهر عروسکی صورت با پوست شفاف، مژه‌های بلند، موی بور و رنگ صورتی مشخص پوست، عدم بزرگی کبد و طحال و پس از ۱۵ ماهگی بزرگی سر مشاهده می‌شود. مرگ بیمار بین ۲ تا ۴ سالگی و معمولاً بعلت ذات الریه و آسپیراسیون رخ می‌دهد.
- نوع تدریجی تر نوجوانی: معمولاً در حدود ۲ سالگی با عدم تعادل و هماهنگی، از دست دادن قدرت تکلم و دژنره شدن پیشرونده مغزی تظاهر می‌کند که به سمت بروز اسپاستیسیتی و رژیدیتی دسربره می‌رود.
- نوع مزمن یا بزرگسالی: با پیشرفت بسیار آهسته علائم بیماری که تقریباً اثری بر روی هوش ندارد، بیماری روانی و در برخی موارد مشکلات حرکت چشم تظاهر قرار می‌گیرد و در تشخیص افتراقی بیماری نیمن پیک نوع C قرار می‌گیرد.

## نقص آنزیم
نقص در آنزیم هگزوزآمینیداز
عملکرد این آنزیم در شکستن موادی است به نام گانگلیوزید GM2.

## توارث ژنتیکی
اتوزوم مغلوب، در این الگوی توارث اگر والدین حامل بیماری باشند به احتمال ۲۵٪ فرزندان آن‌ها دچار بیماری می‌شوند.

Tay–Sachs disease is inherited in the autosomal recessive pattern, depicted above.

## میزان بروز
یک مورد در هر چهار هزار تولد زنده در یهودیان اشکنازی، در غیر یهودیان یک مورد در هر ۴۰ هزار تولد زنده.

## روش تشخیص
- بررسی آنزیم: در فیبروبلاستها و گلبول‌های سفید.
- کروماتوگرافی لایه نازک ادرار: برای الیگوساکاریدها مثبت است.

## درمان
درمان خاصی وجود ندارد. درمان با میگلوستات ممکن است به عنوان مهارکننده تولید سوبسترا مفید باشد.

## آزمون تشخیص قبل از تولد
بررسی آنزیم در آمنیوسیتهای کشت شده یا نمونه پرز کوریونی.